# Gare d’Heilly
Gare d’Heilly – przystanek kolejowy w Heilly, w departamencie Somma, w regionie Hauts-de-France, we Francji.
Jest przystankiem kolejowym Société nationale des chemins de fer français (SNCF), obsługiwanym przez pociągi TER Picardie.